# ويليام ن. كونراد
ويليام ن. كونراد هو سياسي أمريكي، ولد في 17 أغسطس 1889، وتوفي في 2 ديسمبر 1968. نشط حزبياً في الحزب الديمقراطي. وقد انتخب عضو مجلس ولاية نيويورك ‏.